# Йорегрунд
Йорегрунд (на шведски: Öregrund) е малък град в източната част на централна Швеция, лен Упсала, община Йостхамар. Разположен е в залива Йорегрундсгрепен на западния бряг на Ботническия залив. Намира се на около 120 km на североизток от столицата Стокхолм и на около 70 km на североизток от Упсала. Получава статут на град през 1491 г. Има малко пристанище. Населението на града е 1614 жители, по приблизителна оценка от декември 2017 г.